# Footwork FA12C
Chronologie des modèles (1991)
Footwork FA12 Footwork FA13
La Footwork FA12C est la troisième monoplace de Formule 1 engagée par l'écurie britannique Footwork Racing dans le cadre du championnat du monde de Formule 1 1991, à partir du Grand Prix de France, septième manche de la saison. Elle est pilotée par les Italiens Michele Alboreto et le Suédois Stefan Johansson, qui remplace Alex Caffi, alors convalescent, pendant deux courses. La FA12C se distingue de sa devancière, la Footwork FA12, par son moteur V8 Ford-Cosworth, qui remplace le fragile moteur V12 Porsche.

## Historique
La FA12C fait ses débuts au Grand Prix de France, lors duquel Alex Caffi, rétablit de son accident, demande à Jackie Oliver, le patron de Footwork Racing, de lui rendre sa place de titulaire. Ce dernier refuse, obligeant alors l'Italien à déposer un recours devant le tribunal d'instance de Nevers, qui se déclare incompétent à traiter cette affaire. Lors des qualifications, Michele Alboreto se qualifie en vingt-cinquième position, à 4,2 secondes de la pole position établie par Riccardo Patrese, tandis que Stefan Johansson échoue à se qualifier, puisqu'il ne réalise que le trentième temps des qualifications. En course, un problème de transmission contraint Alboreto à abandonner au trente-et-unième tour,,.
Lors du Grand Prix suivant, disputé en Grande-Bretagne, Alboreto se qualifie en vingt-sixième et dernière position, à 5,2 secondes de la pole position de Nigel Mansell, quand Johansson échoue à se préqualifier. En course, l’Italien est à nouveau victime d'une défaillance de sa transmission, au vingt-cinquième tour,.
En Allemagne, Alex Caffi remplace Johansson, mais n'est pas autorisé à effectuer des essais privés pour s'entraîner en vue de son retour, Jackie Oliver n'ayant pas apprécié que son pilote lui réclame le versement des primes des quatre Grands Prix qu'il a manqués cette saison. Caffi et Alboreto échouent à se qualifier, de même que pour les trois Grands Prix suivants,.
Il faut donc attendre le Grand Prix du Portugal pour qu'une FA12C se qualifie pour la course, puisque Michele Alboreto effectue le vingt-quatrième temps, à 4,3 secondes de Patrese, alors que Caffi échoue de nouveau à se qualifier. L'Italien termine la course en quinzième position, à trois tours de Patrese. C'est la première fois que l'écurie Footwork termine une course cette saison,. Le même scénario se reproduit en Espagne, sauf qu'Alboreto abandonne au bout de vingt-trois tours à la suite de la casse de son moteur.
Au Japon, Caffi réussit pour la première fois de la saison à se qualifier en réalisant le vingt-sixième et dernier temps, juste devant Alboreto. Il termine la course en dixième position, à deux tours du vainqueur Gerhard Berger,.
Enfin, en Australie, Alboreto s'élance depuis la quinzième place sur la grille et termine treizième, tandis que Caffi, parti de la vingt-troisième place, finit quinzième,.
À l'issue de la saison, Footwork Racing termine dix-septième du championnat du monde des constructeurs, sans avoir marqué de point.

## Résultats en championnat du monde de Formule 1
| Saison | Écurie                            | Moteur               | Pneus    | Pilotes          | Courses | Courses | Courses | Courses | Courses | Courses | Courses | Courses | Courses | Courses | Courses | Courses | Courses | Courses | Courses | Courses | Points inscrits | Classement |
| Saison | Écurie                            | Moteur               | Pneus    | Pilotes          | 1       | 2       | 3       | 4       | 5       | 6       | 7       | 8       | 9       | 10      | 11      | 12      | 13      | 14      | 15      | 16      | Points inscrits | Classement |
| ------ | --------------------------------- | -------------------- | -------- | ---------------- | ------- | ------- | ------- | ------- | ------- | ------- | ------- | ------- | ------- | ------- | ------- | ------- | ------- | ------- | ------- | ------- | --------------- | ---------- |
| 1991   | Footwork Grand Prix International | Ford-Cosworth DFR V8 | Goodyear |                  | USA     | BRÉ     | SMR     | MON     | CAN     | MEX     | FRA     | GBR     | ALL     | HON     | BEL     | ITA     | POR     | ESP     | JAP     | AUS     | 0               | 17e        |
| 1991   | Footwork Grand Prix International | Ford-Cosworth DFR V8 | Goodyear | Michele Alboreto |         |         |         |         |         |         | Abd     | Abd     | Nq      | Nq      | Npq     | Nq      | 15e     | Abd     | Nq      | 13e     | 0               | 17e        |
| 1991   | Footwork Grand Prix International | Ford-Cosworth DFR V8 | Goodyear | Stefan Johansson |         |         |         |         |         |         | Nq      | Nq      |         |         |         |         |         |         |         |         | 0               | 17e        |
| 1991   | Footwork Grand Prix International | Ford-Cosworth DFR V8 | Goodyear | Alex Caffi       |         |         |         |         |         |         |         |         | Npq     | Npq     | Nq      | Npq     | Npq     | Npq     | 10e     | 15e     | 0               | 17e        |

Légende : ici 